# Roseland (Nebraska)
Roseland – wieś w Stanach Zjednoczonych, w stanie Nebraska, w hrabstwie Adams.